# Хронологија радничког покрета и КПЈ 1940.
| ◄ 1930—1939.                                                              |              |
| 1940. 1941 / 1941. 1942. 1943. 1944. 1945 / 1945. 1946. 1947. 1948. 1949. | 1950—1959. ► |

Хронолошки преглед важнијих догађаја везаних за Раднички покрет Југославије и Комунистичку партију Југославије (КПЈ), као и општа политичка дешавања која су се догодила у Краљевини Југославији током 1940. године.
| Јануар Фебруар Март Април Мај Јун Јул Август Септембар Октобар Новембар Децембар |

## Јануар

#### почетак јануара
- На Црном врху, код Крагујевцу одржана Обласна партијска конференција, којој су присуствовали делегати партијских организација из Крагујевца, Краљева, Ужица, Крушевца, Ћуприје и Параћина, као и Спасенија Цана Бабовић и Петар Стамболић, делегати Покрајинског комитета КПЈ за Србију. На Конференцији су поднета два реферата — О организационо-политичким питањима и О политичком положају, које су поднели Милан Мијалковић и Ратко Митровић, као и изабран Обласни комитет КПЈ за Крагујевац, у саставу — Милан Мијалковић, Станислав Сремчевић, Петар Стамболић, Душан Петровић, Момир Томић, Бошко Ђуричић и Мијалко Тодоровић.[1]

#### 18. јануар
- У Билећи, на основу одлуке Владе Цветковић-Мачек од 16. децембра 1939, отворен концентрациони логор за интернирање политичких затвореника, углавном комуниста и антифашиста. Истог дана у логор је допремљена прва група од 25 затвореника, ухапшених уочи Нове године, међу којима су била тројица чланова ЦК КПЈ — Моша Пијаде, Иван Милутиновић и Иво Лола Рибар. Логор је под притиском јавности распуштен 25. новембра, а упоредо са њим, постојао је и логор Лепоглава, при већ постојећем затвору, у коме су били затварани комунисти са подручја тада формиране Бановине Хрватске.[1]

## Фебруар

#### 19. фебруар
- У Београду, од 19. до 22. фебруара, трајао штрајк трамвајских радника Београда, чији је организатор био Бора Марковић, председник Савеза трамвајских, електрофабричких и општинских радника и службеника и члан Окружног комитета КПЈ за Београд. Иако је у току штрајка полиција ухапсила око 300 штрајкача, штрајк је завршен са успехом.[2]

## Март

#### 15. март
- Јосип Броз Тито, генерални секретар КП Југославије допутовао у Загреб. Он је возом преко Солуна, стигао из Истанбула, у коме је боравио од новембра 1939, због проблема са пасошем,  приликом повратка из Совјетског Савеза.[2][3]

#### крајем марта
- Крајем марта и почетком априла, у сагласности са одлуком ЦК КПЈ, Светозар Вукмановић Темпо формирао Покрајински комитет КПЈ за Македонију.[4]

## Мај

#### крај маја
- У Београду одржана Пета покрајинска конференција КПЈ за Србију, којој су присуствовала 33 делегата. Током конференције су поднета два реферата — Организациони извештај, Александра Ранковића и О политичкој ситуацији Милована Ђиласа, у којима је анализиран рад Партије. На крају је изабран нови Покрајински комитет чији је секретар био Александар Ранковић, као и 17 делегата за Пету земаљску конференцију.[5]

## Јун

#### 29. јун
- У ноћи 29/30. јуна у Вињу над Долским, код Љубљане, одржана Трећа конференција Комунистичке партије Словенија, којој је присуствовало 45 делегата и генерални секретар КПЈ Јосип Броз Тито. Конференцију је водио Франц Лескошек, а главни реферат, у коме је анализиран рад КПС од њеног оснивања, поднео је Едвард Кардељ. Остали подносиоци реферата и дискутанти били су Тоне Томшич, Борис Кидрич и Борис Крајгер, који су говорили о раду међу омладином, деловању Народне помоћи, положају синдиката и др. На крају је изабран нови Централни комитет, као и 13 делегата за Пету земаљску конференцију.[6][3]

## Јул

#### 3. јул
- У Шаптељу, код Ђаковице одржана Друга среска конференција КПЈ за ђаковички срез, којој је присуствовало 16 делегата. Конференцији су присуствовали Крсто Попивода, инструктор ЦК КПЈ и Миладин Поповић, секретар Обласног комитета КПЈ за Косово и Метохију, а у току конференције се расправљало о политичкој ситуацији, о организационом стању и о раду са омладином, а изабран је и нови Срески комитет КПЈ за Ђаковицу.[7]

#### 6. јул
- У Београду организован свечани дочек Виктора Плотникова, првог совјетског посланика у Југославији, који је дошао након успостављања дипломатских односа између Совјетског Савеза и Краљевине Југославије, 24. јуна. Дочеку совјетског посланика присуствовало је преко 5.000 грађана Београда, а истог дана су биле одржане манифестације на Теразијама и Карабурми. Поред Плотникова, прво опуномоћено представништво Совјетског Савеза, сачињавали су саветник Виктор Лебедев, војни аташе Александар Самохин и помоћник аташеа Петар Коваленко.[7]

| Јануар Фебруар Март Април Мај Јун Јул Август Септембар Октобар Новембар Децембар |